# Tara Pacheco
Tara Pacheco van Rijnsoever (Arguineguín, 3 de octubre de 1988) es una deportista española que compite en vela en las clases 470 y Nacra 17.
Ganó dos medallas en el Campeonato Mundial de 470, oro en 2011 y plata en 2009, y dos medallas en el Campeonato Europeo de 470, oro en 2011 y plata en 2009. También obtuvo una medalla de plata en el Campeonato Mundial de Nacra 17 de 2017 y tres medallas en el Campeonato Europeo de Nacra 17 entre los años 2014 y 2018.
Participó en tres Juegos Olímpicos de Verano, ocupando el décimo lugar en Londres 2012 (clase 470), el undécimo en Río de Janeiro 2016 (Nacra 17) y el sexto en Tokio 2020 (Nacra 17).
Se diplomó en Navegación Marítima en la Universidad de Cantabria.

## Palmarés internacional
| Campeonato Mundial | Campeonato Mundial   | Campeonato Mundial | Campeonato Mundial |
| Año                | Lugar                | Medalla            | Clase              |
| ------------------ | -------------------- | ------------------ | ------------------ |
| 2009               | Rungsted (Dinamarca) | Medalla de plata   | 470                |
| 2011               | Perth (Australia)    | Medalla de oro     | 470                |
| Campeonato Europeo |                      |                    |                    |
| Año                | Lugar                | Medalla            | Clase              |
| 2009               | Traunsee (Austria)   | Medalla de plata   | 470                |
| 2011               | Helsinki (Finlandia) | Medalla de oro     | 470                |

| Campeonato Mundial | Campeonato Mundial        | Campeonato Mundial | Campeonato Mundial |
| Año                | Lugar                     | Medalla            | Clase              |
| ------------------ | ------------------------- | ------------------ | ------------------ |
| 2017               | La Grande-Motte (Francia) | Medalla de plata   | Nacra 17           |
| Campeonato Europeo |                           |                    |                    |
| Año                | Lugar                     | Medalla            | Clase              |
| 2014               | La Grande-Motte (Francia) | Medalla de oro     | Nacra 17           |
| 2017               | Kiel (Alemania)           | Medalla de plata   | Nacra 17           |
| 2018               | Gdynia (Polonia)          | Medalla de plata   | Nacra 17           |